# Diana Marcela Bolaños Rodriguez
Diana Marcela Bolaños Rodríguez là một sinh học biển người Colombia đã nghiên cứu và phân loại nhiều loài giun dẹp khác nhau. Cô là người nhận được Giải thưởng dành cho Phụ nữ trong Khoa học L'Oréal-UNESCO vào năm 2010, được chọn làm nhà sinh vật học của năm tại Colombia vào năm 2012, và vào năm 2013 được đài BBC vinh danh là một top mười người phụ nữ trong khoa học của châu Mỹ Latin.

## Tiểu sử
Diana Marcela Bolaños Rodríguez sinh ra vào năm 1981 tại Bogotá, Colombia, và lớn lên tại đó. Ở tuổi 19 cô theo học Universidad Jorge Tadeo Lozano tại khu kí túc xá tại Santa Marta ở phía bên Caribe của Colombia. Sau khi hoàn thành việc học đại học bằng một khóa luận về giun dẹp, vào năm 2003, Bolaños tiếp tục sự nghiệp học của mình tại Đại học New Hampshire (UNH) tại Hoa Kỳ. Cô nhận được bằng Tiến sĩ chuyên ngành động vật học từ UNH tại Durham, New Hampshire, vào năm 2008 với một Giải thưởng vì sự Xuất sắc trong Nghiên cứu từ Khoa Động vật học. Những nghiên cứu của cô tập trung vào các loài giun dẹp nhiều nhánh, một loài giun biển độc đáo với khả năng tự tái tạo mô thông qua tế bào gốc.
Cô cưới một người Mỹ, Joseph Dunn, người mà cô đã gặp tại New Hampshire, và vào năm 2008 trở lại Colombia để tiếp tục nghiên cứu của mình và hoàn thành kho dữ liệu của các loài giun dẹp và các bậc phân loại của chúng. Bolaños cũng đảm nhiệm một vị trí giáo viên với tư cách là giáo sư thỉnh giảng cho Đại học Andes (Uniandes). Vào năm 2010, cô được trao tặng Giải thưởng dành cho Phụ nữ trong Khoa học L'Oréal-UNESCO và cô sử dụng giải thưởng này để hoàn thành nghiên cứu hậu tiến sĩ tại Uniandes.

## Một số tác phẩm chọn lọc
- Bolaños Rodríguez, Diana Marcela; Quiroga Cárdenas, Sigmer Yamuruk (2003). Taxonomía y anotaciones ecológicas de los gusanos planos marinos de vida libre (Platyhelminthes: Turbellaria: Polycladida) asociados al litoral rocoso del área de Santa Marta, Caribe Colombiano (Luận văn) (bằng tiếng Tây Ban Nha). Bogotá, Colombia: Universidad Jorge Tadeo Lozano.
- Bolaños Rodríguez, Diana Marcela; Quiroga Cárdenas, Sigmer Yamuruk; Litvaitis, Marian K (2004). "A new acotylean flatworm, Armatoplana colombiana sp. nov. (Platyhelminthes: Polycladida: Stylochoplanidae) from the Caribbean coast of Colombia, South America". Zootaxa. Quyển 1162. tr. 53–64. ISSN 1175-5334.
- Quiroga Cárdenas, Sigmer Yamuruk; Bolaños Rodríguez, Diana Marcela; Litvaitis, Marian K (2004). "A checklist of polyclad flatworms (Platyhelminthes: Polycladida) from the Caribbean coast of Colombia, South America". Zootaxa. Quyển 1163. tr. 1–12. ISSN 1175-5334.
- Quiroga Cárdenas, Sigmer Yamuruk; Bolaños Rodríguez, Diana Marcela; Litvaitis, Marian K (2004). "Polycladidos (Platyhelminthes:¿Turbellaria¿) del Atlántico Tropical Occidental". Revista Biota Colombiana. Quyển 5 số 2. tr. 159–172. ISSN 0124-5376.
- Quiroga Cárdenas, Sigmer Yamuruk; Ardila Espitia, Nestor Enrique; Bolaños Rodríguez, Diana Marcela (2004). "Aphelodoris antillensis Berg, 1897 (Opisthobranchia: Nudibranchia: Halgerdidae), new record from the Colombian Caribbean". Colombia Boletín De Investigaciones Marinas Y Costeras. Quyển 33. Consejo Editorial Invemar. tr. 257–259. ISSN 0122-9761.
- Quiroga Cárdenas, Sigmer Yamuruk; Bolaños Rodríguez, Diana Marcela; Litvaitis, Marian K (2006). "First description of deep-sea polyclad flatworms from the North Pacific: Anocellidus n. gen. profundus n. sp. (Anocellidae, n. fam.) and Oligocladus voightae n. sp. (Euryleptidae)". Zootaxa. Quyển 1317. tr. 1–19. ISSN 1175-5334.
- Quiroga Cárdenas, Sigmer Yamuruk; Bolaños Rodríguez, Diana Marcela; Litvaitis, Marian K (2007). "Five new species of cotylean flatworms (Platyhelminthes: Polycladida) from the wider Caribbean". Zootaxa. Quyển 1650. tr. 1–23. ISSN 1175-5334.
- Quiroga Cárdenas, Sigmer Yamuruk; Bolaños Rodríguez, Diana Marcela; Litvaitis, Marian K (2008). "Two new species of flatworms (Platyhelminthes: Polycladida) from the continental slope of the Gulf of Mexico". Journal of the Marine Biological Association of the United Kingdom. Quyển 88 số 7. Cambridge University Press. tr. 1363–1370. doi:10.1017/s0025315408002105. ISSN 0025-3154.
- Litvaitis, Marian K; Bolaños Rodríguez, Diana Marcela; Quiroga Cárdenas, Sigmer Yamuruk (2010). "When names are wrong and colours deceive: unraveling the Pseudoceros bicolor species complex (Polycladida)". Journal of Natural History. Quyển 44 số 13–14. tr. 829–845. doi:10.1080/00222930903537074. ISSN 1464-5262.
- Bolaños Rodríguez, Diana Marcela; Liana, Marcin; Litvaitis, Marian K; Quiroga Cárdenas, Sigmer Yamuruk (2012). "Comparative morphology of the epidermis of seven species of polyclad". Zoologischer Anzeiger. Quyển 251 số 3. Gustav Fischer Verlag. tr. 206–214. ISSN 0044-5231.
- Bolaños Rodríguez, Diana Marcela; Bonilla León, Edna Carolina; Brown Almeida, Federico David (tháng 11 năm 2012). "El maravillos mundo de los policládidos". hipÓtesis (bằng tiếng Tây Ban Nha). Quyển 13. Apuntes Científicos Uniandinos. tr. 21–24.